# 布里亞奇基
47°36′38″N 32°57′55″E / 47.61056°N 32.96528°E
布里亞奇基（烏克蘭語：Бурячки），是烏克蘭南部的村莊，隸屬尼古拉耶夫州的巴什坦卡區。該村面積0.11平方公里，海拔高度47米，2001年人口21，人口密度每平方公里190.91人。